# Christopher Espinoza Oliver
Christopher Edwin Espinoza Oliver (Edmonton, Canadá, 29 de agosto 1986) Bombero y político chileno de centro derecha, ex-militante de Renovación Nacional (RN). Se desempeñó como Consejero Regional de la Provincia de Maipo. entre el año 2018 al 2022.

## Familia y estudios

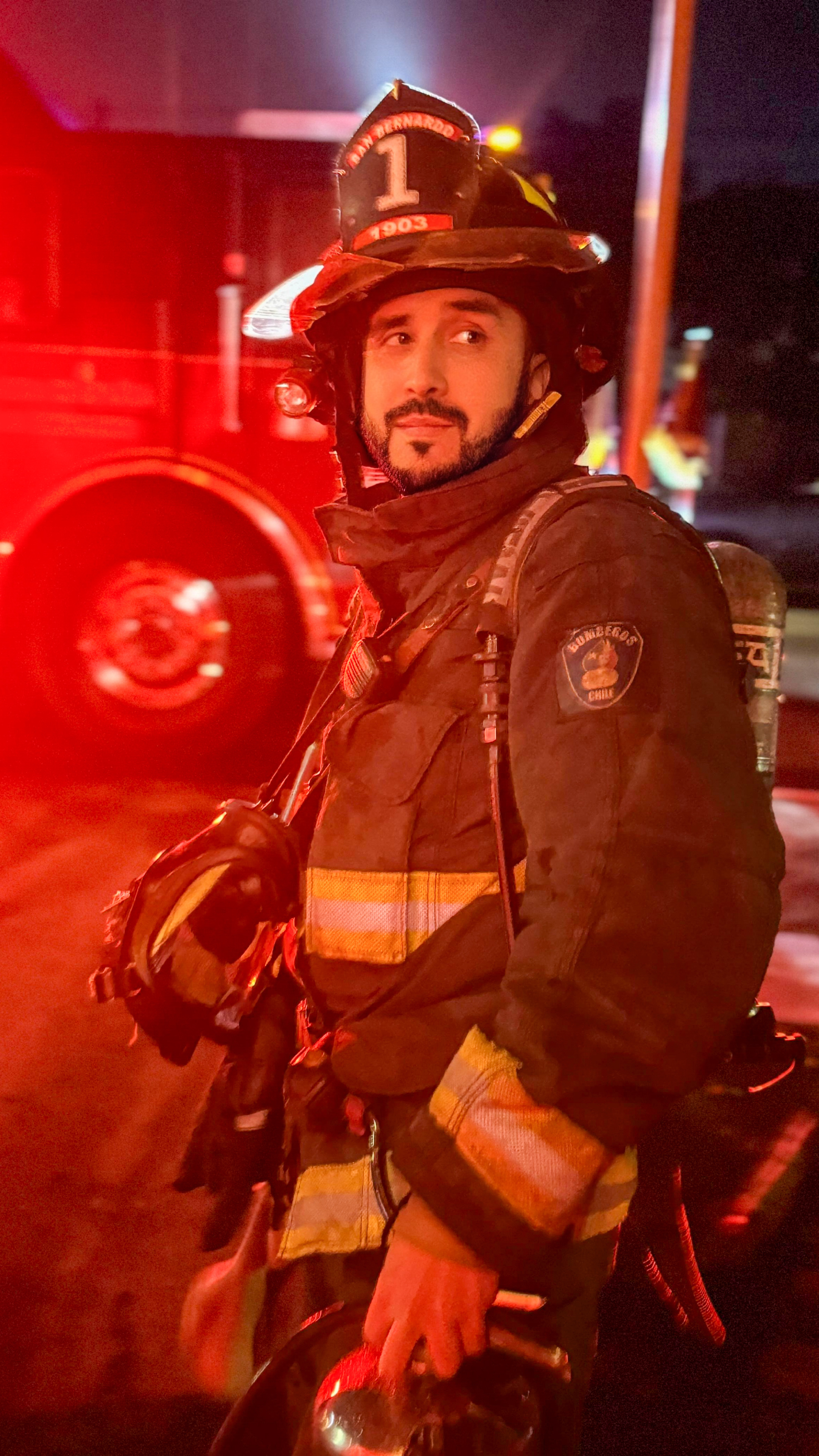
Christopher luego de un incendio

Nació en el Royal Alexandra Hospital el 29 de agosto de 1986, hijo de padres Chilenos, que tuvieron que auto exiliarse por las circunstancias ocurridas en Chile durante los años 1973 al 1989.
Estudió gracias a la Beca Talento Joven diseño gráfico en la Universidad de Artes, Ciencias y Comunicaciones (UNIACC), años más tarde ingresó a estudiar Técnico en Administración Pública, carrera que le facilitó su labor y desempeño en el sector público.
Divorciado y padre de 2 hijas.
En Agosto del año 2010 viaja a un curso de Política Internacional a la República de China Taiwán, durante un mes compartió con diferentes políticos latinoamericanos, diputados, senadores, alcaldes y asesores presidenciales, con quienes no se pudo comunicar.

## Trayectoria Bomberil
El año 2019 ingresa a la Primera Compañía de Bomberos de San Bernardo donde luego de aprobar todos los cursos necesarios para transformarse en voluntario activo, postula al cargo de Secretario de Compañía, mismo cargo que ocupó Manuel Magallanes Moure en dicha compañía, además de que fue la misma Compañía donde participó el ex Presidente de Chile, Emiliano Figueroa.
El año 2022 recibe reconocimiento por parte la Séptima Compañía New York de Bomberos del CBSB, por su colaboración en la obtención de un terreno para su cuartel.
Cuenta con las especialidades de Bombero Operativo, Bombero Forestal, y actualmente se encuentra desarrollando los cursos para ser Bombero Rescatista y Bombero Profesional.
Fue Inspector General del Cuerpo de Bomberos de San Bernardo para la creación del Departamento de Fortalecimiento Económico Institucional.
Actualmente se desempeña como Guardián Permanente de su compañía.

## Trayectoria Pública

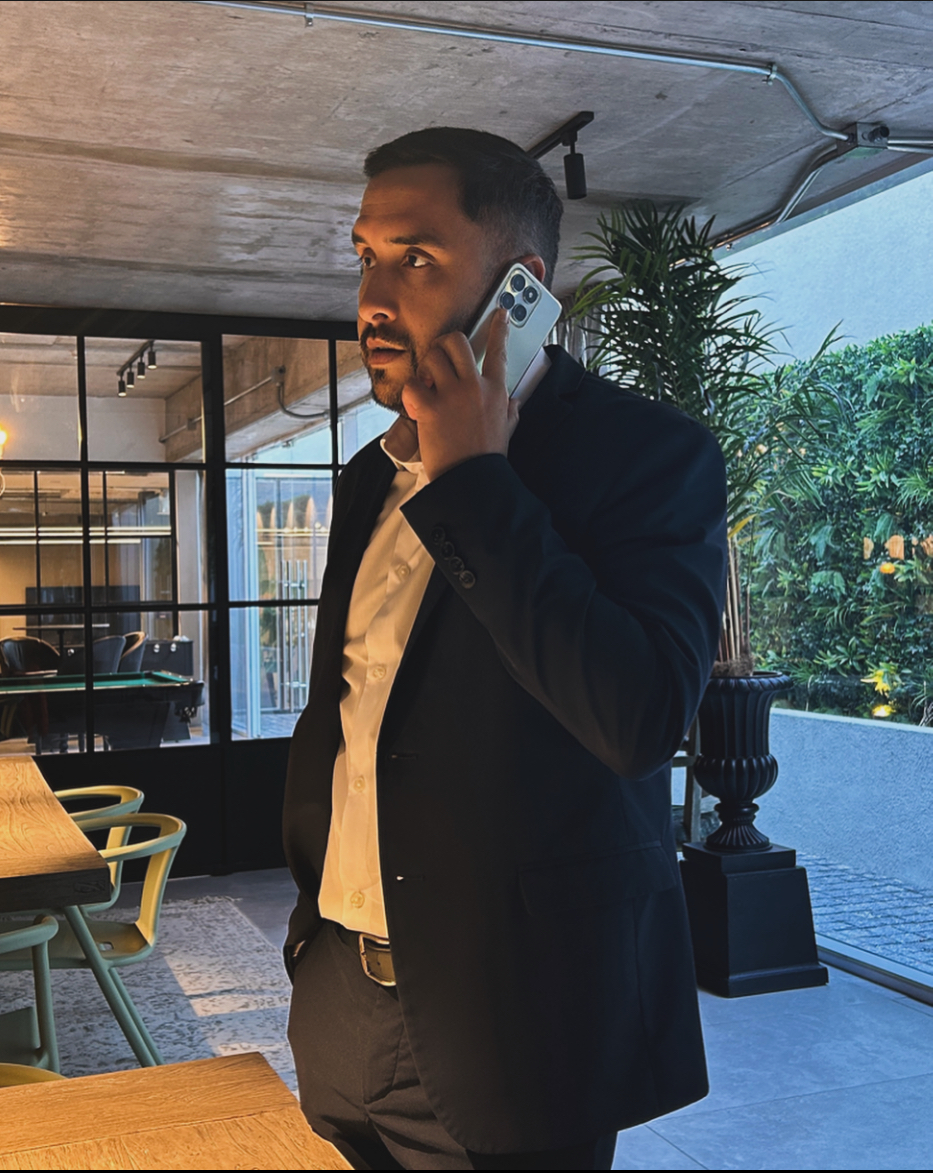
Christopher Espinoza

Ingresó a Renovación Nacional en 2007, específicamente participando en la Juventud comunal. En 2008, ingresó a la directiva de la juventud del partido a nivel metropolitano.
A comienzo del 2010 logra convertirse en Secretario General de la Juventud Renovación Nacional a nivel nacional.
En el ámbito laboral, comenzó a muy temprana edad trabajando con el Diputado Pedro Browne, donde se desempeñó como Jefe de Comunicaciones desde el año 2010 hasta 2018 donde el Browne decide no ir a la reelección.
En 2017, Espinoza se postuló al cargo Consejero Regional Provincia de Maipo (CORE) obteniendo más de 13 mil votos, obteniendo una alta mayoría. Como miembro de RN, Espinoza se presentó como parte de la lista de RN-Evópoli junto con Yesenia Núñez y Alfonso Ovalle. Fue elegido Consejero Regional con 10.17% de los votos.
Sus primeros años en el CORE (Consejo Regional Metropolitano) participó de diferentes comisiones del total de 14 comisiones permanentes, asumió como Presidente de la Comisión de Seguridad Ciudadana entre el 2018 al 2020 donde sacó adelante proyectos como Plan Regional de Retenes Móviles para Carabineros de Chile, además el proyecto de renovación de cuarteles de la PDI en diferentes comunas, junto con la compra de 2 vehículos blindados para esta misma institución, con el enfoque de Micro Tráfico Cero.
Luego el 2021 asume la Presidencia de las comisiones de Coordinación del Consejo Regional y la Comisión Rural. La primera es la Comisión madre del resto de las comisiones, donde ingresan todos los oficios y proyectos del Intendente Regional* (Gobernador Regional) para luego destinarlas a las diferentes comisiones del CORE.
En su estancia como Presidente de la comisión rural, lideró grandes proyectos regionales beneficiando a más de 1 millón de personas, como el Proyecto regional de ambulancias para las comunas rurales, junto con el programa de retenes móviles todo terreno para comunas rurales, además de programas como rehabilitación de agua potable (APR) para diferentes comunas de la RM, su presidencia se marcó por la generación de proyectos regionales, dejando de lado los proyectos de poca relevancia para las comunas.
El año 2019 se suma a la mesa SÉ SANTIAGO SMARTCITY Programa estratégico de la CORFO, que vincula entidades públicas y privadas en beneficio de la transformación de Santiago.

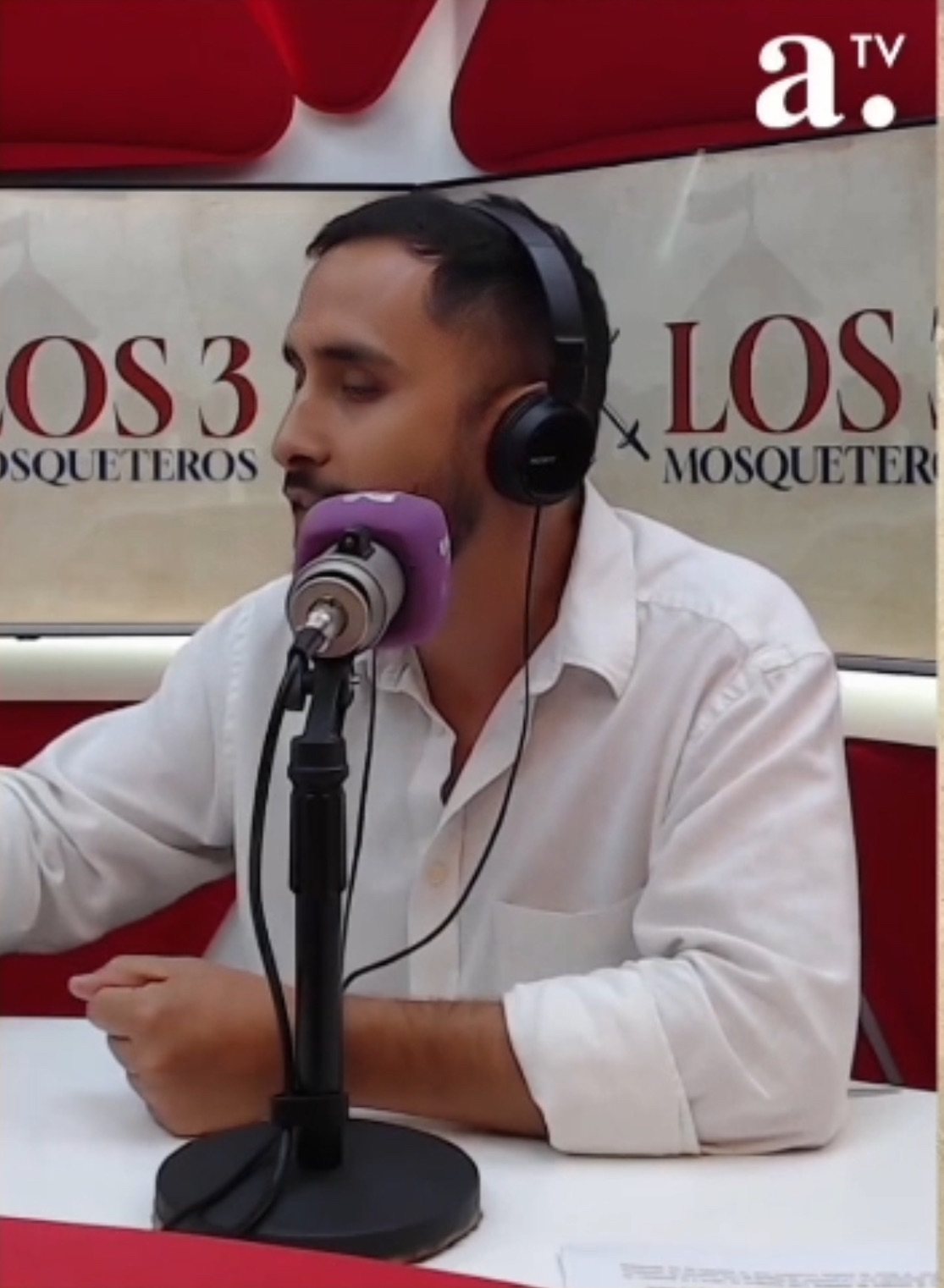
Panelista recurrente de Radio Agricultura

El 2021 se postula a la reelección, donde su partido decide bajar los candidatos competitivos que él propuso, dejando en la lista para que lo acompañarán candidatos débiles de poco conocimiento en la provincia, lo que provocó su derrota por la poca votación que obtuvieron sus compañeros de lista. Debido a esta situación y molestia con su partido, decide renunciar a RN, en diciembre del 2021.
Entre marzo del 2022 comienza a desempeñarse como Encargado de Responsabilidad Social Empresarial de la Municipalidad de San Bernardo donde en pocos meses logró conseguir inversión de privados en la comuna por más de 300 millones de pesos, dejando una vara alta, donde luego renuncia en noviembre del 2022 para emprender nuevos desafíos personales y en lo electoral.  
En octubre del 2024 compite por el cupo de alcalde independiente en cupo del PSC (Partido Social Cristiano) obteniendo casi 18 mil votos, gran cantidad de votos siendo un partido nuevo, con poco conocimiento publico dejándolo posicionado dentro del espectro político de la comuna.   
Actualmente es asesor parlamentario del Senado de Chile, en especifico del Senador Rojo Edward

## Historial Electoral
| Candidatos                                          | Coalición | Partido | Votos | %       |
| José Soto Sandoval                                  | LFM       | PDC     | 8126  | 5,88 %  |
| Christopher Espinoza Oliver                         | ChV       | RN      | 13674 | 10,17 % |
| Claudio Bustamante Gaete                            | ChV       | UDI     | 12249 | 8,87 %  |
| Resultados al 100% de las mesas escrutadas (Servel) |           |         |       |         |

| Candidatos                                          | Coalición | Partido | Votos | % lista |
| Christopher Espinoza Oliver                         | ChV       | RN      | 7625  | 63 %    |
| Patricio Salamé Morales                             | ChV       | RN      | 2387  | 19%     |
| Matías Orellana Marchant                            | ChV       | RN      | 1940  | 16%     |
| Resultados al 100% de las mesas escrutadas (Servel) |           |         |       |         |